# McMullen (Alabama)
Pour les articles homonymes, voir McMullen.
McMullen est une municipalité américaine située dans le comté de Pickens en Alabama.
Selon le recensement de 2010, sa population est de 10 habitants. La municipalité s'étend sur 0,11 milles carrés (0,28 km2).
McMullen devient une municipalité en 1971.

## Démographie
| 1970 | 1980 | 1990 | 2000 | 2010 |
| ---- | ---- | ---- | ---- | ---- |
| 73   | 164  | 112  | 66   | 10   |